# 格雷格·秦
格雷格·秦（英語：Greg Chun ；1971年11月11日－），是一位韓裔美國男配音員和音樂製作人，其以配音最為廣泛，代表作品如電玩遊戲《審判之眼：死神的遺言》（2018年）和《審判之逝：湮滅的記憶》（2021年）的主角八神隆之配音和《人中之龍7 光與闇的去向》（2020年）、《人中之龍8》（2024年）裡的難波 悠角色配音。
除此之外，他也為Netflix上播出的韓劇《魷魚遊戲》（2021年）裡的由李政宰飾演成奇勳角色之英語配音。

## 生平
格雷格生於美國伊利諾州埃文斯頓，是芝加哥人，畢業於史丹佛大學，他發現自己在從事不同類型的工作時陷入了困難。他也曾在卡內基音樂廳、杜比劇院和迪士尼音樂廳的舞台上演出。
除了配音也參與了音樂製作，也曾為許多孤獨島計畫製作音樂，包括《週六夜現場》、《第67屆黃金時段艾美獎》和《麥可波頓性感情人節特別節目》。
他非常熱愛電玩遊戲和音樂分享並在平台Twitch上直播。另外，格雷格是韓裔美國人。

## 個人生活
格雷格居住在洛杉磯的柏本克城市，在那裡他從事配音和音樂製作。
2010年1月3日他與雪莉·塔達基（Shelley Tadaki）結婚，兩人育有1子。

## 外部連結
- 格雷格·秦在互联网电影资料库（IMDb）上的資料（英文）
- 格雷格·秦的X（前Twitter）
- 格雷格·秦的Instagram帳戶
- 格雷格·秦 （页面存档备份，存于） 的官網